# Geografia do Tocantins

Tipos climáticos de Tocantins.

Tocantins, um estado situado na região norte do Brasil, é marcado por uma geografia diversificada, que inclui desde vastas planícies até cadeias montanhosas, rios caudalosos e uma rica biodiversidade.  
A geografia de Tocantins desempenha um papel crucial em sua economia. A fertilidade do solo e a abundância de água favorecem a agricultura, com destaque para a produção de soja, milho, arroz e algodão. Além disso, a pecuária é uma atividade importante em muitas áreas do estado. Os recursos hídricos também são explorados para a geração de energia elétrica, com a presença de diversas usinas hidrelétricas ao longo dos rios Tocantins e Araguaia. O turismo também tem se desenvolvido, especialmente em torno de áreas naturais protegidas e atividades de ecoturismo.
Nesse sentido, a geografia de Tocantins é caracterizada por uma grande diversidade de paisagens e recursos naturais, que desempenham um papel fundamental no desenvolvimento econômico e na preservação ambiental do estado. A compreensão desses aspectos é essencial para a gestão sustentável dos recursos e para o planejamento do crescimento regional.

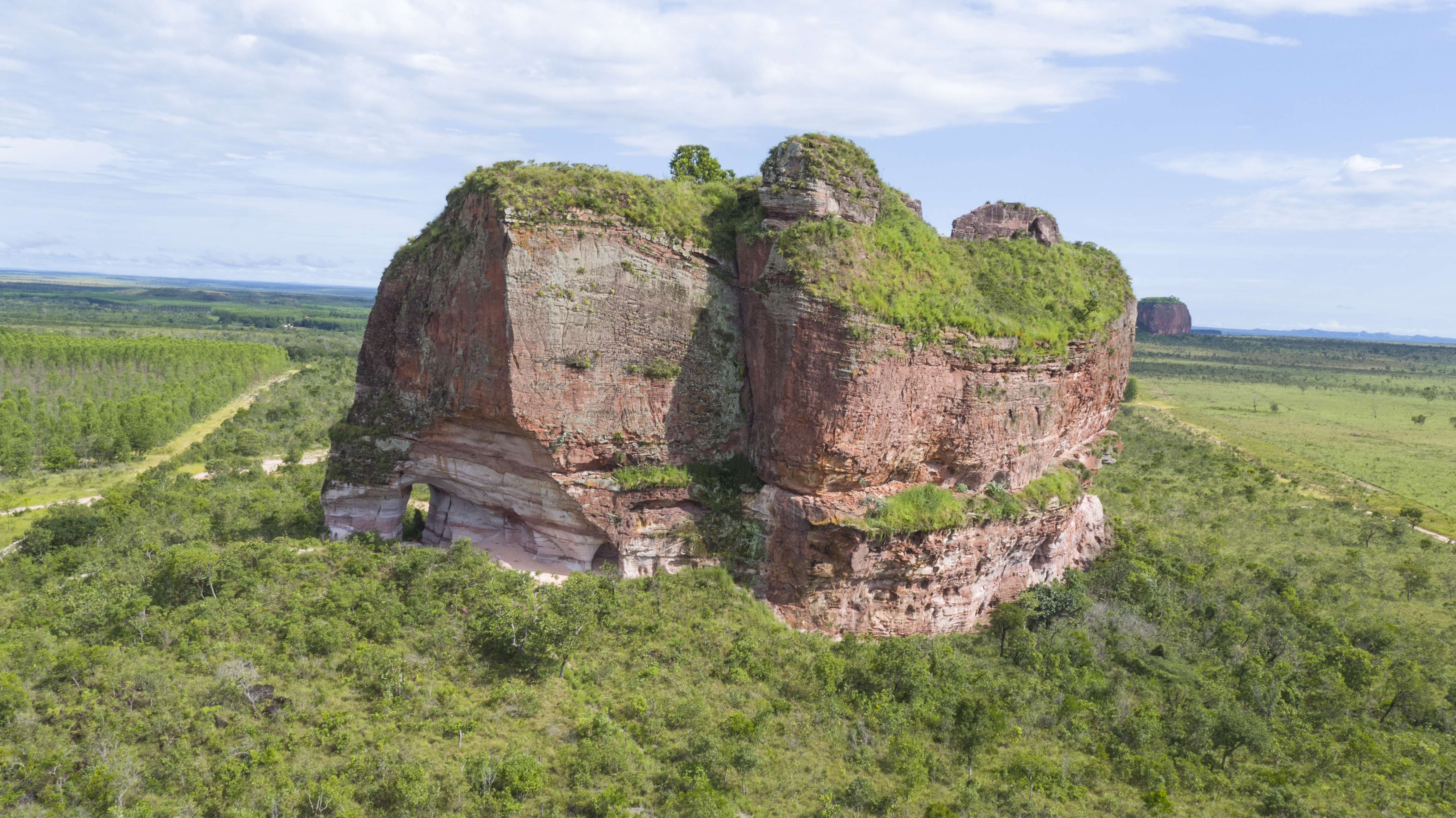
O Morro da Pedra Furada em Ponte Alta do Tocantins

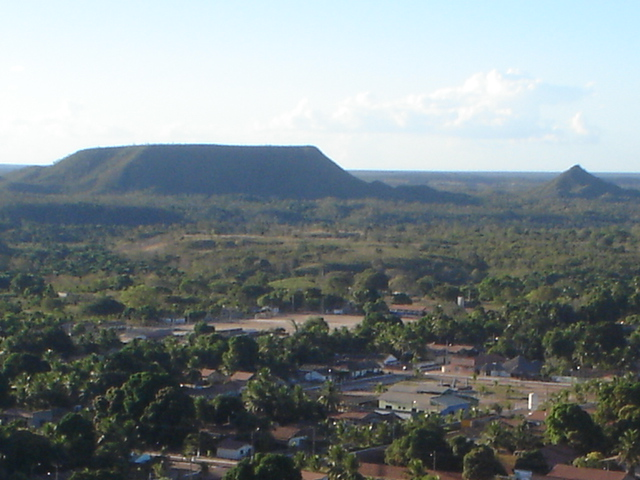
Vista da cidade de Lizarda

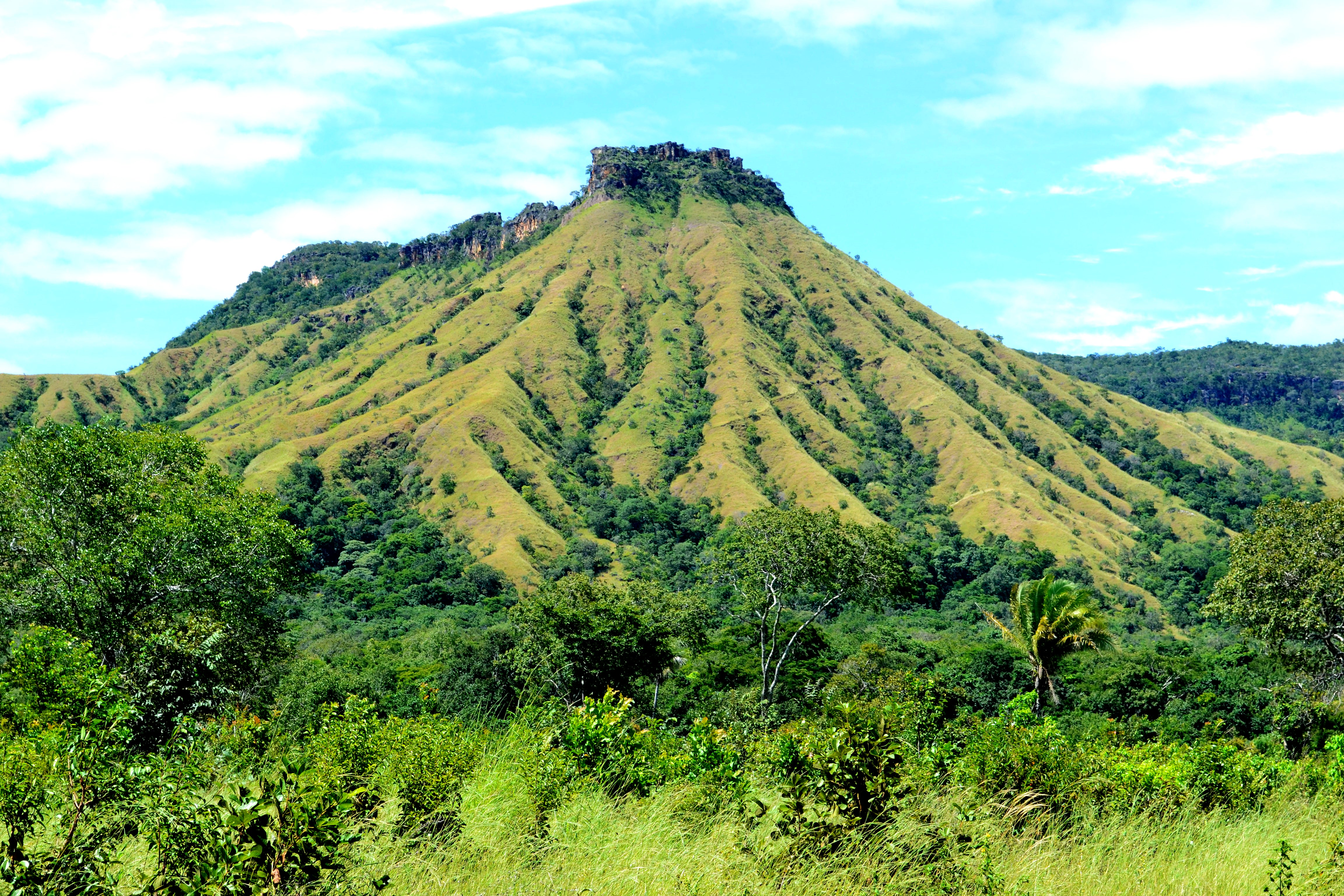
Morro do Segredo, no Parque Estadual do Lajeado

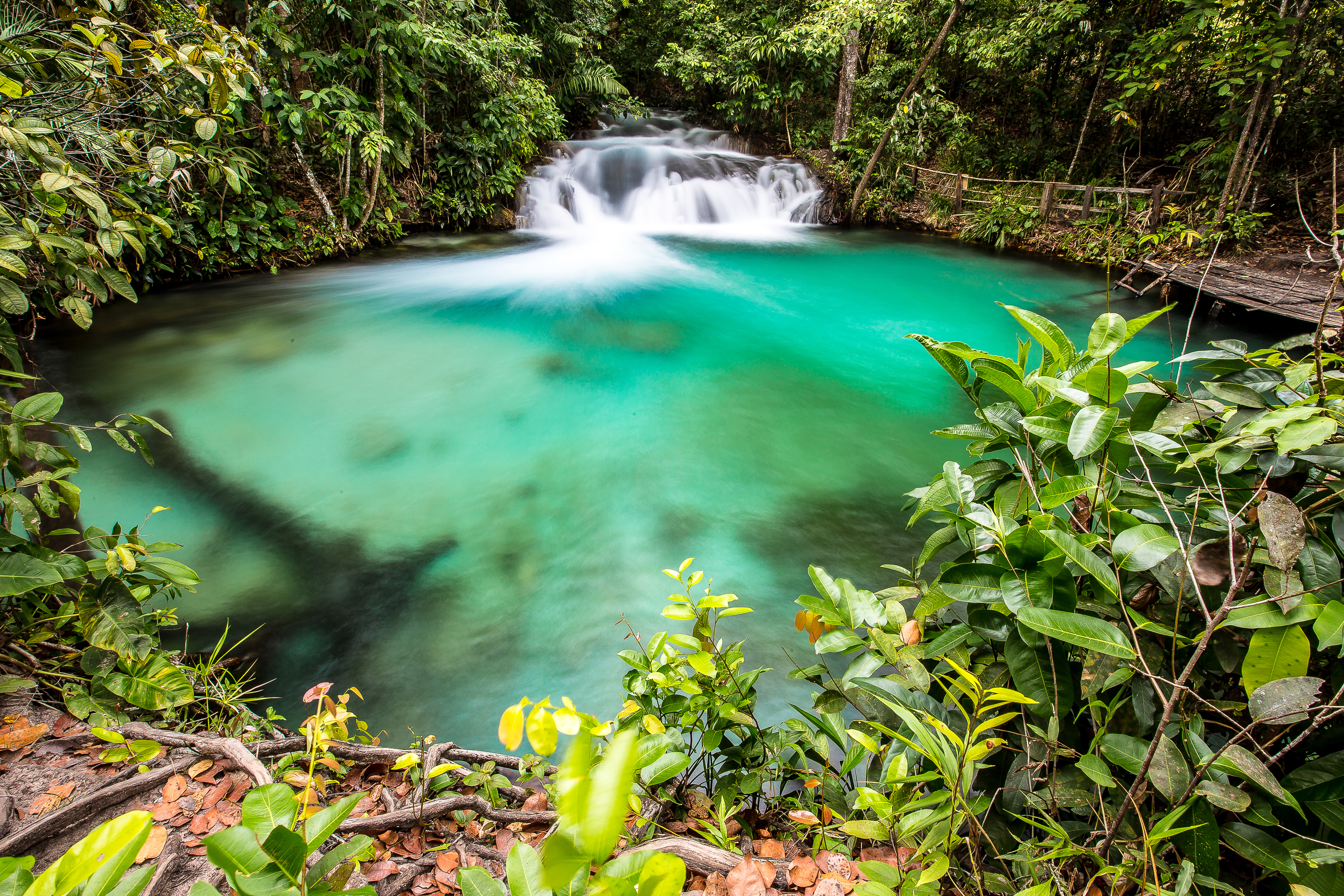
Cachoeira da Formiga, no Parque Estadual do Jalapão

## Relevo
Tocantins apresenta uma variedade de formas de relevo, com planícies, chapadas, serras e vales. A região central do estado é dominada pelo Planalto Central Brasileiro, com altitudes médias que variam de 200 a 800 metros. Destacam-se as serras Geral e do Norte, que se estendem pelo território, oferecendo paisagens de grande beleza cênica. No extremo norte, encontramos a Serra do Estrondo, com picos que chegam a mais de 1.000 metros de altitude. As planícies aluviais são comuns ao longo dos principais rios, como o Araguaia e o Tocantins.
O relevo do estado do Tocantins é sóbrio. Caracteriza-se, sobretudo, pelo solo sob cerrados, predominando, na sua maioria, superfícies tabulares e aplainadas, resultantes dos processos de pediplanação. As principais regiões geográficas do estado são a Chapada da Bahia do Meio-Norte, com altitudes variadas de 300 a 600 m e representadas pela Serra da Cangalha e Mangabeira no Município de Itacajá; Chapada da Bacia de São Francisco, um divisor das águas das Bacias São Francisco/Tocantins, com altitude média de 900 m e representada pela Serra Geral de Goiás; Planalto do Tocantins, com altitude médias de 700 m; e a Peneplanície do Araguaia, constituída por um peneplano de colinas suaves com altitudes de 300 a 400 m, ao longo dos vales dos rios Araguaia e rio das Mortes. O estado, num todo, é caracterizado por variadas gamas de rochas ígneas e metamórficas do complexo cristalino e unidades sedimentares de diversas idades.
O ponto culminante do estado fica localizado na nascente do Rio Claro, no extremo sul do município de Paranã, numa serra conhecida como Serra das Traíras (ou das Palmas). O local possui uma altitude aproximada de 1 340 m, segundo o Instituto Brasileiro de Geografia e Estatística (IBGE) e a Diretoria de Serviço Geográfico do Exército Brasileiro, estando a apenas 2,5 km da divisa com o estado de Goiás. Pode-se chegar até a região através da TO-130, da GO-241 e da GO-464 que é a rodovia asfaltada mais próxima (via Minaçu–Goiás). As localidades mais próximas do local são o povoado do Mocambo (ou Baliza) e o povoado do Campo Alegre, em Paranã, além do povoado São José e da UHE Cana Brava, em Goiás.
Já o ponto mais baixo do estado, está localizado na extremidade oeste da Ilha dos Bois em Esperantina, na tríplice divisa com os estados do Pará e do Maranhão. Este ponto possui 90 m de altitude, estando situado bem próximo à cidade paraense de São João do Araguaia. A Ilha dos Bois se encontra localizada logo após a confluência entre os rios Tocantins e Araguaia, sendo que toda a bacia hidrográfica do estado (Bacia do Tocantins-Araguaia) segue em direção à ilha.

## Clima
O clima predominante em Tocantins é o tropical úmido, com duas estações bem definidas: uma estação chuvosa, de novembro a abril, e uma estação seca, de maio a outubro. As temperaturas são elevadas durante todo o ano, com médias anuais que variam entre 24°C e 28°C. Nas regiões mais elevadas, como nas serras, as temperaturas tendem a ser mais amenas. A umidade relativa do ar é geralmente alta, especialmente durante o período chuvoso.
O clima do estado é o tropical de savana (Aw, em Köppen), que é caracterizado por uma estação chuvosa (de outubro a abril) e outra seca (de maio a setembro). É condicionado fundamentalmente pela sua ampla extensão latitudinal e pelo relevo de altitude gradual e crescente de norte a sul, que variam desde as grandes planícies fluviais até as plataformas e cabeceiras elevadas entre 200 m e 600 m, especialmente pelo relevo mais acidentado, acima de 600 m de altitude, ao sul. Há uma certa homogeneidade climática no Tocantins. Porém, por sua grande extensão de contorno vertical definem-se duas áreas climáticas distintas.
A norte do paralelo 6º S, onde o relevo é suavemente ondulado, coberto pela Floresta Fluvial Amazônica, o clima é mais úmido, segundo Köppen, sem inverno seco. Com temperaturas médias anuais variando entre 24°C e 28°C, as máximas ocorrem em agosto/setembro com 38°C e a média mínima mensal em julho, com 22°C, sendo que a temperatura média anual é de 26°C. Em geral as precipitações pluviométricas são variáveis entre 1 500 e 2 100mm, com chuvas de novembro a março.
A sul do paralelo 6º S, onde o clima predominante é semiúmido ou sazonalmente seco, os meses chuvosos e os secos se equilibram e as temperaturas médias anuais diminuem lentamente, à medida que se eleva a altitude. As máximas coincidem com o rigor das secas em setembro/outubro com ar seco e enfumaçado das queimadas de pastos e cerrados. Assim, a temperatura compensada no extremo sul, varia de 22°C e 23°C, no centro varia de 26°C a 27°C e no norte, de 22°C a 23°C. As chuvas ocorrem de outubro a abril.

## Hidrografia
Os rios desempenham um papel fundamental na geografia de Tocantins. O estado é cortado por grandes bacias hidrográficas, como a do rio Tocantins, que nasce no estado de Goiás e percorre cerca de 1.600 km em território tocantinense, antes de desaguar no rio Pará. O rio Araguaia, que marca a divisa com Goiás, é outro importante curso d'água, oferecendo oportunidades para atividades de lazer e turismo. Além disso, Tocantins possui numerosos lagos, lagoas e nascentes, que contribuem para sua riqueza hídrica.
A hidrografia de Tocantins é caracterizada pela presença de importantes rios, que desempenham um papel fundamental na configuração da paisagem, na distribuição da população e nas atividades econômicas do estado. Os principais rios que cortam o território tocantinense são o Rio Tocantins, o Rio Araguaia e o Rio Paranã. O Rio Tocantins, que dá nome ao estado, é o mais significativo, cortando-o de norte a sul e contribuindo para a formação de grandes lagos e reservatórios, como a Usina Hidrelétrica de Tucuruí. O Rio Araguaia, que marca a divisa com o estado de Goiás, também é importante, sendo navegável em determinados trechos e utilizado para a pesca e o turismo. Além desses rios principais, há uma série de afluentes e cursos d'água menores que compõem a rede hidrográfica do estado, proporcionando recursos hídricos para atividades agrícolas, pecuárias, industriais e de abastecimento humano. A hidrografia de Tocantins é um recurso natural de grande importância e influência na economia e na vida das comunidades locais.

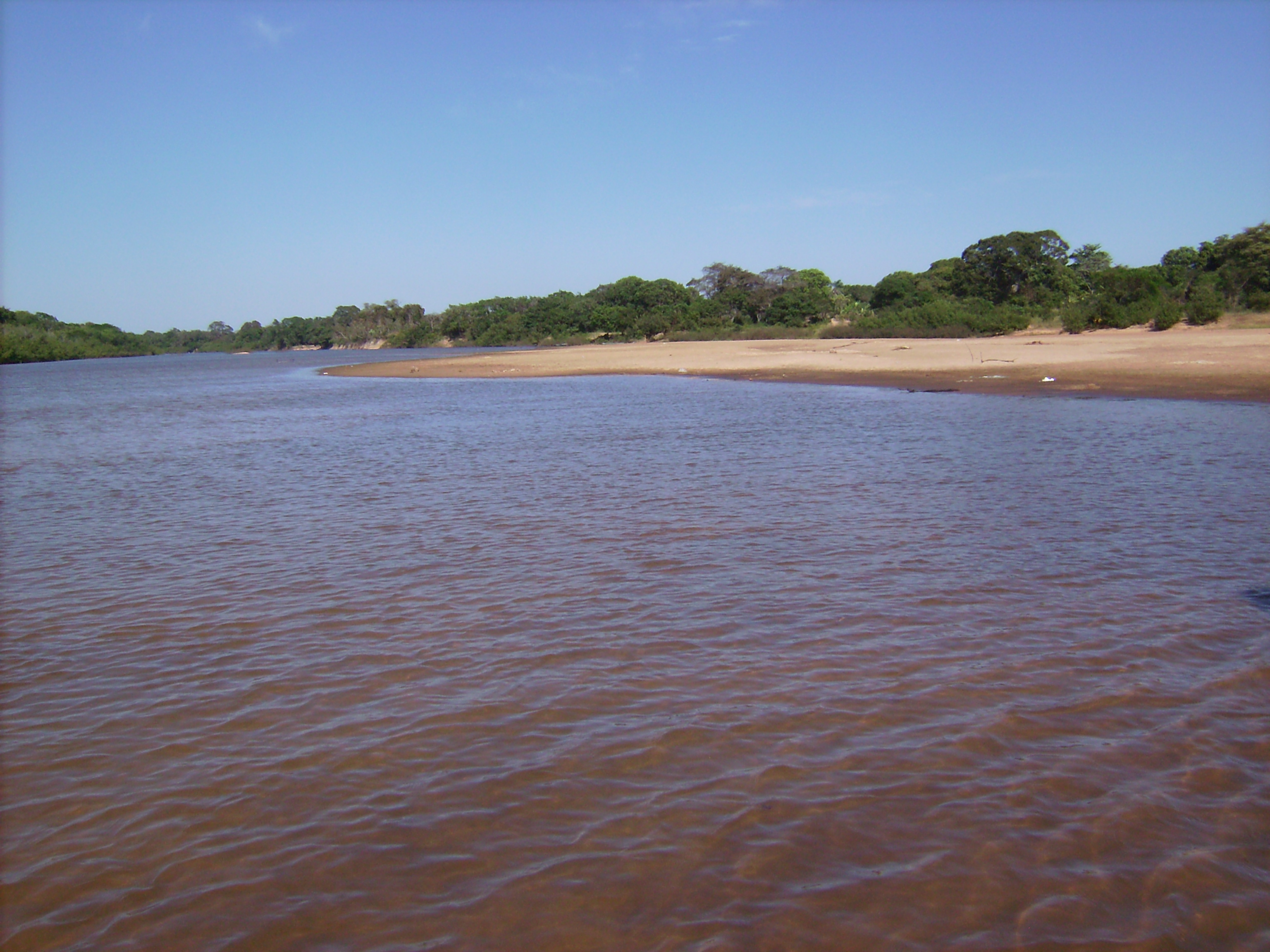
O Rio Javaés e a Ilha do Bananal, Formoso do Araguaia, no Parque Nacional do Araguaia, a maior ilha fluvial do mundo

A hidrografia do estado do Tocantins é delimitada a oeste pelo Rio Araguaia e ao centro pelo Rio Tocantins. Ambos correm de sul para norte e se unem no município de Esperantina, banhando boa parte do território tocantinense. O Projeto de Desenvolvimento Integrado da Bacia do Araguaia-Tocantins (PRODIAT) dividiu a hidrografia do estado em duas sub-bacias: Sub-bacia do Rio Araguaia: formada pelo Rio Araguaia e seus afluentes, tendo um terço de seu volume no estado; Sub-bacia do Rio Tocantins: formada pelo Rio Tocantins e seus afluentes, ocupando dois terços de seu volume aproximadamente no Estado.
O Rio Araguaia nasce nas vertentes da Serra do Caiapó e corre de sul para norte, formando a maior ilha fluvial do mundo, a Ilha do Bananal e lança suas águas no Tocantins, depois de percorrer 1 135 km engrossado por seus afluentes. O rio Tocantins nasce em Goiás, com o nome de Rio Padre Souza, no limite entre os municípios de Ouro Verde de Goiás (GO), Anápolis (GO) e Petrolina de Goiás (GO). O Rio Tocantins só passa a receber o seu nome após a confluência entre o Rio das Almas e o Rio Maranhão, localizada entre os municípios tocantinenses de Paranã e São Salvador do Tocantins. Sendo um rio de planalto, lança suas águas barrentas em plena baía de Guajará, no Pará. O regime hídrico da Bacia Araguaia-Tocantins é bem definido, apresentando um período de estiagem, que culmina em setembro-outubro e um período de cheias, de fevereiro a abril. Há anos em que as enchentes ocorrem mais cedo, em dezembro, dependendo da antecipação das chuvas nas cabeceiras. (MINTER/1988).

## Vegetação
A geografia de Tocantins abriga uma grande diversidade de ecossistemas, que vão desde cerrado até áreas de transição entre cerrado e floresta amazônica. A vegetação típica é o cerrado, caracterizado por árvores baixas, arbustos e gramíneas resistentes à seca. No entanto, também encontramos áreas de floresta tropical úmida ao longo dos rios e em algumas regiões de relevo mais elevado. Essa diversidade de habitats abriga uma rica variedade de flora e fauna, incluindo espécies ameaçadas de extinção, como a onça-pintada e o tatu-canastra.
No bioma do Cerrado, predominam formações de cerrado stricto sensu, cerradão, campos limpos e campos sujos. Essa vegetação é adaptada às condições de clima tropical sazonal, com uma estação seca bem definida. Já na porção norte do estado, encontramos transições para a Floresta Amazônica, com presença de floresta ombrófila aberta e floresta estacional semidecidual. A vegetação de galeria também é comum ao longo dos cursos d'água, caracterizada por espécies arbóreas de porte médio a alto. Além disso, há áreas de transição entre esses biomas, formando ecótonos com características próprias. A vegetação do Tocantins apresenta uma grande importância ecológica, sendo lar de uma diversidade de espécies vegetais e animais, além de desempenhar funções vitais para o equilíbrio ambiental, como a regulação do ciclo hidrológico e a manutenção da biodiversidade.

## Desafios e Oportunidades
A geografia de Tocantins, assim como a de muitas outras regiões, apresenta uma série de desafios e oportunidades decorrentes de sua localização, relevo, clima, recursos naturais e demais características.

### Desafios
1. Desenvolvimento Econômico Desigual: Tocantins enfrenta o desafio do desenvolvimento desigual entre suas regiões, com áreas mais desenvolvidas contrastando com outras mais carentes. Isso pode gerar disparidades socioeconômicas e limitar o acesso a oportunidades para determinadas populações.
2. Desmatamento e Pressão Ambiental: A expansão agropecuária e outras atividades econômicas podem contribuir para o desmatamento e a degradação ambiental, especialmente na região amazônica do estado. Isso coloca em risco a biodiversidade local, os serviços ecossistêmicos e a sustentabilidade a longo prazo.
3. Infraestrutura Deficiente: Muitas áreas de Tocantins ainda carecem de infraestrutura básica, como estradas, saneamento, energia e comunicações. A falta de investimentos nessas áreas pode dificultar o desenvolvimento econômico e social e limitar o acesso a serviços essenciais.
4. Questões Sociais e Indígenas: O estado possui uma significativa população indígena, com diversas comunidades que enfrentam desafios como falta de acesso a serviços básicos, conflitos de terra e preservação de suas culturas. A proteção dos direitos indígenas e a promoção do desenvolvimento sustentável nessas áreas são desafios importantes.

### Oportunidades
1. Agronegócio e Agroindústria: Tocantins possui vastas áreas de terras férteis e clima favorável para a agricultura e pecuária. Isso oferece oportunidades para o desenvolvimento do agronegócio e da agroindústria, contribuindo para o crescimento econômico e a geração de empregos.
2. Turismo Sustentável: A diversidade de paisagens naturais, como rios, cachoeiras, cerrado e áreas de preservação ambiental, oferece potencial para o turismo sustentável. Investimentos em infraestrutura turística e promoção de destinos ecoturísticos podem impulsionar essa indústria e gerar renda para as comunidades locais.
3. Energias Renováveis: Tocantins possui um grande potencial para a geração de energia a partir de fontes renováveis, como hidrelétricas, energia eólica e solar. O desenvolvimento dessas fontes de energia limpa pode não apenas reduzir a dependência de combustíveis fósseis, mas também gerar empregos e atrair investimentos para o estado.
4. Desenvolvimento Sustentável: Investir em práticas e políticas de desenvolvimento sustentável pode ajudar a conciliar o crescimento econômico com a conservação ambiental e o bem-estar social. Isso inclui o manejo sustentável dos recursos naturais, a proteção de áreas protegidas e a promoção de práticas agrícolas e industriais sustentáveis.

Assim, os desafios e oportunidades na geografia de Tocantins refletem a complexidade e diversidade dessa região. Enfrentar esses desafios e aproveitar essas oportunidades requer um esforço conjunto do governo, setor privado, sociedade civil e comunidades locais, visando promover um desenvolvimento econômico e social sustentável e equitativo.